# 디오네 (신화)

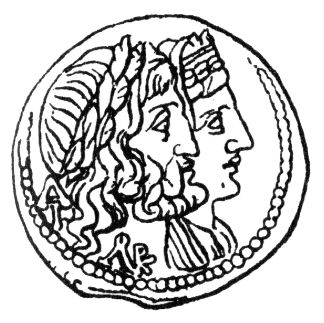

디오네(Διώνη, Dione)는 그리스 신화에 등장하는 여신이다. 이름의 뜻은 "신의 여왕" 이고 남편의 여성향이라고 칭한다. 그는 제우스와의 관계를 통해 아프로디테를 낳았으며, 호머의 일리아스 제5권에 그 모습이 묘사되어 있다. 그는 우라노스와 가이아의 딸이기도 하고 또 어느 곳에서는 그가 티탄의 조상이자 티탄들의 왕과 여왕인 오케아노스와 테튀스 (혹은 테티스)의 딸이라고 알려져 있다.
디오네라는 이름은 제우스의 여성형으로, 예전에는 일부 외딴 지역에서 하늘의 신으로 숭상받기도 했다.

## 같이 보기
- 여신
- 호메로스
- 헤시오도스
- 에우리피데스
- 스트라본
- 비블리오테케
- 가이우스 율리우스 히기누스